# FC Concordia Bazylea
FC Concordia Basel – szwajcarski klub piłkarski założony w 1907 roku z siedzibą w Bazylei. Aktualnie występuje w odpowiedniku piątej ligi w Szwajcarii. Swoje mecze rozgrywa na stadionie Rankhof.